# مارغوت ولز
مارغوت ولز (بالإنجليزية: Margot Wells) هي منافسة ألعاب القوى بريطانية، ولدت في 10 أكتوبر 1952.